# آتوسا صالحی
آتوسا صالحی، شاعر، نویسنده، مترجم و ویراستار ادبیات کودکان و نوجوانان است.

## زندگی
آتوسا صالحی شاعر، نویسنده، مترجم و ویراستار کتاب‌های کودکان و نوجوانان است. او فعالیت حرفه‌ای خود را با مجله سروش نوجوان آغاز کرد و بعدها با نشریه‌هایی چون مجله همشهری، هفته‌نامه و روزنامه آفتابگردان، روزنامه شرق و ایران همکاری کرد.
از آن سال تا امروز، او مسئولیت‌هایی چون مدیریت باشگاه کتاب افق، عضویت در شورای مباحث نظری و رمان نوجوان کانون پرورش فکری کودکان و نوجوانان و دبیری مجموعه‌های رمان‌هایی که باید خواند (نشر پیدایش)، مجموعه‌ی کلاس‌اولی، کتاب‌اولی (نشر افق) و کارگروه بازآفرینی (انتشارات فنی ایران | کتاب‌های‌ نردبان) را بر عهده داشته و هم‌اکنون سرویراستار بخش کودک و نوجوان نشر افق است. او هم‌چنین، داوری جایزه‌هایی مانند پروین اعتصامی و کتاب سال وزارت ارشاد، جشنوارهٔ سپیدار، جشنوارهٔ کتاب برتر و ادبیات کودک شیراز و کتاب سال شورای کتاب کودک را نیز در کارنامه‌ی خود دارد.
مجموعه‌ی دوازده جلدی قصه‌های شاهنامه‌ او نخستین بازآفرينی امروزی اين افسانه‌ها برای نوجوانان بود كه نشر افق چاپ کرد و با استقبال منتقدان و مخاطبان روبه‌رو شد و تا امروز بیش از سی‌بار تجدیدچاپ شده است.
از آتوسا صالحی تاكنون بيش از صد اثر برای كودكان و نوجوانان در قالب‌های گوناگونی چون شعر، داستان تصویری، گرافیک‌رمان و رمان منتشر شده است. برخی از آثار او به زبان‌های انگلیسی، آ‌لمانی، عربی و ترکی استانبولی ترجمه شده‌اند.

## شعر
- با اجازهٔ بهار / تصویرگر: مهنوش مشیری / مجموعه شعر نوجوان / نشر نقطه / ۱۳۷۵
- ترانه‌ای برای باران / تصویرگر: فرشید شفیعی / مجموعه شعر نوجوان / انتشارات سروش / ۱۳۷۷
- دلم برای تو تنگ است / تصویرگر: هدا حدادی / مجموعه شعر نوجوان / نشر پیدایش / ۱۳۸۶
- چشم‌های گردویی / تصویرگر: گروهی از تصویرگران / مجموعه شعر نوجوان / نشر میوهٔ گل سرخ (آلمان) / ۲۰۱۸؛ (به همراه دیگر شاعران)
- پشت چراغ‌ قرمز پررنگ / تصويرگر: مصطفی اکبری / مجموعه شعر نوجوان / كانون پرورش‌ فكری كودكان و نوجوانان / در حال چاپ

## داستان
- مجموعهٔ دوازده جلدی قصه‌های شاهنامه / تصویرگر: نیلوفر میرمحمدی/ قصه‌های شاهنامه / نشر افق / سال‌های ۱۳۷۷ تا ۱۳۹۳
- دریای عزیز / شعر به زبان ساده / نشر چشمه / ۱۳۷۸
- مجموعهٔ چهار جلدی داستان‌های جیرک و جورک / تصویرگر: بیژن میرباقری/ داستان خردسال/ نشر مرکز/ ۱۳۷۸ (با مژگان کلهر)
- دفتر خاطرات / تصویرگر: رودابه خائف/ نشر افق / ۱۳۸۴ (با مژگان کلهر)
- مثل همه اما مثل هیچ‌کس / تصویرگر: میترا عبداللهی / داستان نوجوان / کانون پرورش فکری کودکان و نوجوانان/ ۱۳۸۵
- کسی خواب میمون کوچولو را ندیده؟ / تصویرگر: هاله دارابی/ داستان خردسال/ انتشارات علمی فرهنگی / ۱۳۸۵
- طوطی و بازرگان / تصویرگر: نیره تقوی / بازآفرینی کودک / کانون پرورش فکری کودکان و نوجوانان / ۱۳۸۶
- سیاوش / تصویرگر: عطیه مرکزی / بازآفرینی کودک / کانون پرورش فکری کودکان و نوجوانان / ۱۳۸۶
- ماشین قشنگ من کاهو / تصویرگر: مرضیه سرمشقی / داستان خردسال/ انتشارات علمی فرهنگی / ۱۳۸۷
- حتی یک دقیقه کافی است / رمان نوجوان / کانون پرورش فکری کودکان و نوجوانان / ۱۳۸۹
- یکی نبود، یکی بود / تصویرگر: سحر خراسانی / مجموعه داستان نوجوان / نشر پیدایش /۱۳۹۲
- کوچ روزبه / تصویرگر: حسام‌الدین طباطبایی/ کتاب تصویری / نشر افق / ۱۳۹۵
- مجموعهٔ چهار جلدی ماجراهای نارگل / تصویرگر: محبوبه یزدانی / داستان خردسال / انتشارات فنی ایران (کتاب‌های نردبان) / ۱۳۹۶
- مجموعهٔ چهار جلدی نیما نابغه / تصویرگر: نسیم بهاری / رمان کودک / نشر افق /
- ضحاک ماردوش (روایت هفت راوی) / تصويرگر: نوشین صفاخو / بازآفرینی / انتشارات مدرسه / ۱۴۰۰
- هتل سی‌وسه ستاره / تصويرگر: عاطفه ملکی‌جو / کتاب تصویری / كانون پرورش‌ فكری كودكان و نوجوانان /۱۴۰۰
- توپ را شوت کن / تصويرگر: نسیم بهاری / کتاب تصویری / انتشارات شهر قلم /۱۴۰۰
- مجموعه‌ی چهل جلدی کلاس‌اولی، کتاب‌اولی (دبیر پروژه و نویسنده)  /تصويرگران: ویدا کریمی، آمنه اربابون، غزاله بیگدلو و غزاله باروتیان / داستان کودک / انتشارات افق / ۱۳۹۹ تا ۱۴۰۱
- چهل‌گیس و جان‌تیغ / کتاب تصویری / انتشارات موسسه‌ی فرهنگی فاطمی (کتاب‌های طوطی) / در حال چاپ

## ترجمه
- داستان از نگاه داستان‌نویس / مجموعه نویسندگان / مجموعه مقالات / نشر زمان / ۱۳۸۰ (با مژگان کلهر)
- کتابچهٔ بدجنسی‌های گرگ کوچولو / ایان وایبرو / داستان کودک / کانون پرورش فکری کودکان و نوجوانان / ۱۳۸۲ (با مژگان کلهر)
- اسپاد مورفی و تفنگی با فشنگ سیب‌زمینی / اُاین کالفر / داستان نوجوان / نشر افق / ۱۳۸۵
- مجموعهٔ ده جلدی هنری زلزله/ فرانچسکا سایمون / مجموعه داستان طنز کودک / نشر افق / ۱۳۸۶ (با مژگان کلهر)
- گروفالو / جولیا دونالدسون / کتاب تصویری خردسال/ کانون پرورش فکری کودکان و نوجوانان / ۱۳۸۷
- ۳۵ کیلو امیدواری / آنا گاوالدا / رمان نوجوان / نشر افق / ۱۳۸۸
- کورالین / نیل گیمن / رمان نوجوان / نشر افق / ۱۳۸۹
- این یک جعبه نیست / آنتوانت پورتیس / داستان خردسال/  انتشارات امیرکبیر / ۱۳۸۹
- دردسرهای بچه شرور / سوزی کالین و دیگران / مجموعه داستان طنز کودک /نشر افق (با مژگان کلهر) / ۱۳۹۰
- خفاش وارونه / جانل کنن/ کتاب تصویری خردسال/ انتشارات علمی فرهنگی / ۱۳۹۰
- درخت دستکشی / کندیس کریستیانس / کتاب تصویری خردسال/ انتشارات ماهک / ۱۳۹۰
- مجموعهٔ ده جلدی جونی بی جونز / باربارا پارک / رمان طنز کودک / نشر افق (با مژگان کلهر) / ۱۳۹۱
- گریس خالی / چرایزمریکل هارپر / رمان کودک / نشر پنجره / ۱۳۹۱
- و باز هم گریس خالی / چرایزمریکل هارپر / رمان کودک / نشر پنجره / ۱۳۹۱
- یک موجود خیلی عجیب / روندا آرمیتیج / کتاب تصویری خردسال / کانون پرورش فکری کودکان و نوجوانان / ۱۳۹۲
- مجموعهٔ سیزده جلدی تام گیتس / لیز پیشون / گرافیک رمان / نشر افق / ۱۳۹۳تا ۱۳۹۷
- بدترین جشن تولد مار بوآ / جین ویلیس / کتاب تصویری خردسال / کانون پرورش فکری کودکان و نوجوانان / ۱۳۹۶
- مجموعهٔ چهار جلدی آرچی کوچولو / تریسی کوردروی / کتاب تصویری خردسال / نشر افق / ۱۳۹۷
- مجموعهٔ شانزده جلدی تام گیتس / لیز پیشون / گرافیک رمان / نشر افق / ۱۳۹۳ تا ۱۴۰۱

## جوایز
- لوح زرین و دیپلم افتخار اولین جشنوارهٔ مطبوعات کانون پرورش فکری کودکان و نوجوانان برای مجموعهٔ قصه‌های شاهنامه
- لوح زرین هفتمین جشنوارهٔ مطبوعات کانون پرورش فکری کودکان و نوجوانان در بخش شعر
- برگزیدهٔ پنجمین جشنوارهٔ مطبوعات وزارت فرهنگ و ارشاد اسلامی در بخش شعر نوجوان
- برگزیدهٔ جشنوارهٔ کتاب سلام برای مجموعهٔ قصه‌های شاهنامه
- برگزیدهٔ جشنوارهٔ کتاب سلام برای کتاب دریای عزیز
- لوح زرین و دیپلم افتخار نهمین جشنوارهٔ کتاب کانون پرورش فکری کودکان و نوجوانان برای کتاب دریای عزیز
- قلم بلورین یازدهمین جشنوارهٔ مطبوعات وزارت فرهنگ و ارشاد اسلامی در بخش شعر نوجوان
- لوح زرین و دیپلم افتخار هفتمین جشنوارهٔ مطبوعات کانون پرورش فکری کودکان و نوجوانان در بخش شعر
- برگزیدهٔ جشنوارهٔ کودک و شاهنامه برای مجموعهٔ قصه‌های شاهنامه
- برگزیدهٔ اولین جشنوارهٔ کتاب برتر برای کتاب مثل همه اما مثل هیچ‌کس
- برگزیدهٔ یازدهمین جشنوارهٔ کتاب سلام برای کتاب مثل همه اما مثل هیچ‌کس
- برگزیدهٔ جشنوارهٔ بانوی فرهنگ جمهوری اسلامی ایران برای کتاب مثل همه اما مثل هیچ‌کس
- برگزیدهٔ دومین جشنوارهٔ کتاب برتر برای مجموعهٔ قصه‌های شاهنامه
- تندیس و لوح تقدیر ششمین دورهٔ جشنوارهٔ کتاب فصل در بخش داستان کودک برای کتاب ماشین قشنگ من کاهو
- تندیس و لوح افتخار سومین دورهٔ جایزهٔ ادبی پروین اعتصامی برای مجموعه شعر دلم برای تو تنگ است
- دیپلم افتخار جشنوارهٔ کتاب کانون پرورش فکری کودکان و نوجوانان برای مجموعه شعر دلم برای تو تنگ است
- معرفی ویژه شورای کتاب کودک برای بازآفرینی طوطی و بازرگان
- تندیس و لوح تقدیر جایزهٔ ادبی جعفر پایور برای بازآفرینی طوطی و بازرگان
- تقدیر شده در جایزهٔ کتاب سال برای مجموعه شعر دلم برای تو تنگ است
- معرفی ویژه شورای کتاب کودک برای مجموعه شعر دلم برای تو تنگ است
- منتخب کلاغ سفید (کتابخانهٔ مونیخ) برای مجموعه شعر دلم برای تو تنگ است
- جایزهٔ کتاب سال غنی‌پور برای رمان حتی یک دقیقه کافی است
- برگزیدهٔ دومین جایزهٔ کتاب مهر برای مجموعهٔ آثار
- لوح زرین و دیپلم افتخار پانزدهمین جشنوارهٔ کتاب کانون پرورش فکری کودکان و نوجوانان در بخش رمان نوجوان برای رمان حتی یک دقیقه کافی است
- لوح زرین و دیپلم افتخار هفدهمین جشنوارهٔ کتاب کانون پرورش فکری کودکان و نوجوانان برای بازآفرینی سیاوش
- معرفی ویژه شورای کتاب کودک برای بازآفرینی سیاوش
- برگزیدهٔ نخستین جایزهٔ ادبی- هنری مهدی آذریزدی برای بازآفرینی سیاوش
- برگزیدهٔ جشنواره‌ی ملی بازآفرینی برای  مجموعهٔ  ماجراهای نارگل [۹]
- برگزیدهٔ هجدهمین جشنواره‌ی کتاب رشد برای  مجموعهٔ  کلاس‌اولی، کتاب‌اولی
- منتخب كلاغ سفيد (كتابخانه‌ی مونيخ) برای بازآفرینی کتاب ضحاک ماردوش (روایت هفت راوی)

## کارگاه‌های آموزشی
- کارگاه نویسندگی خلاق کانون پرورش فکری کودکان و نوجوانان - ایران و اروپا - پاییز ۱۳۸۲
- کارگاه کتابخوانی با نوجوانان، انجمن نویسندگان کودک و نوجوان، مهر ۱۳۸۹
- کارگاه آموزشی ویژگی‌های شعر نوجوان امروز،  جشنوارهٔ ادبیات کودک شیراز، خرداد ۱۳۹۵
- کارگاه نویسندگی خلاق برای کودکان، مجتمع آموزشی منظومهٔ خرد، تابستان ۱۳۹۶
- کارگاه شعر کودک، شورای کتاب کودک، بهار ۱۳۹۷
- کارگاه ترجمه برای کودکان، نشر افق، تابستان ۱۳۹۷
- کارگاه خلق کتاب تصویری، دپارتمان ترجمهٔ سفیر، ۱۳۹۹
- کارگاه داستان‌نویسی برای نوجوانان، مؤسسهٔ اوسان، ۱۳۹۹، ۱۴۰۰

## داوری‌ها
- بخش شعر نوجوان دهمین دورهٔ جشنوارهٔ مطبوعات کودک و نوجوان -۱۳۹۰
- بخش شعر جشنوارهٔ کتاب سال – ۱۳۷۹ و ۱۳۸۳ و ۱۳۸۴ و ۱۳۹۰
- بخش داستان هشتمین جشنوارهٔ کتاب برتر - ۱۳۹۴
- بخش ادبیات کودک هفتمین دورهٔ جشنوارهٔ پروین اعتصامی - ۱۳۹۵
- جشنوارهٔ سپیدار - ۱۳۹۴ و ۱۳۹۶
- جشنوارهٔ کتاب سال و مطبوعات کانون پرورش فکری کودکان و نوجوانان ۱۳۹۱ و ۱۳۹۳ و ۱۳۹۶
- داور جشنوارهٔ ادبیات کودک شیراز - ۱۳۹۵
- مسابقهٔ نقاشی کودکان تهران، ۱۳۹۹
- جشنوارهٔ داستان کوتاه گارنت، ۱۴۰۲
- داور نهایی بخش شعر شورای کتاب کودک، ۱۴۰۰و ۱۴۰۱ و ۱۴۰۲